# Crenigomphus denticulatus
Crenigomphus denticulatus é uma espécie de libelinha da família Gomphidae.
É endémica de Etiópia.
Está ameaçada por perda de habitat.